# Castello Scaligero (Cologna Veneta)

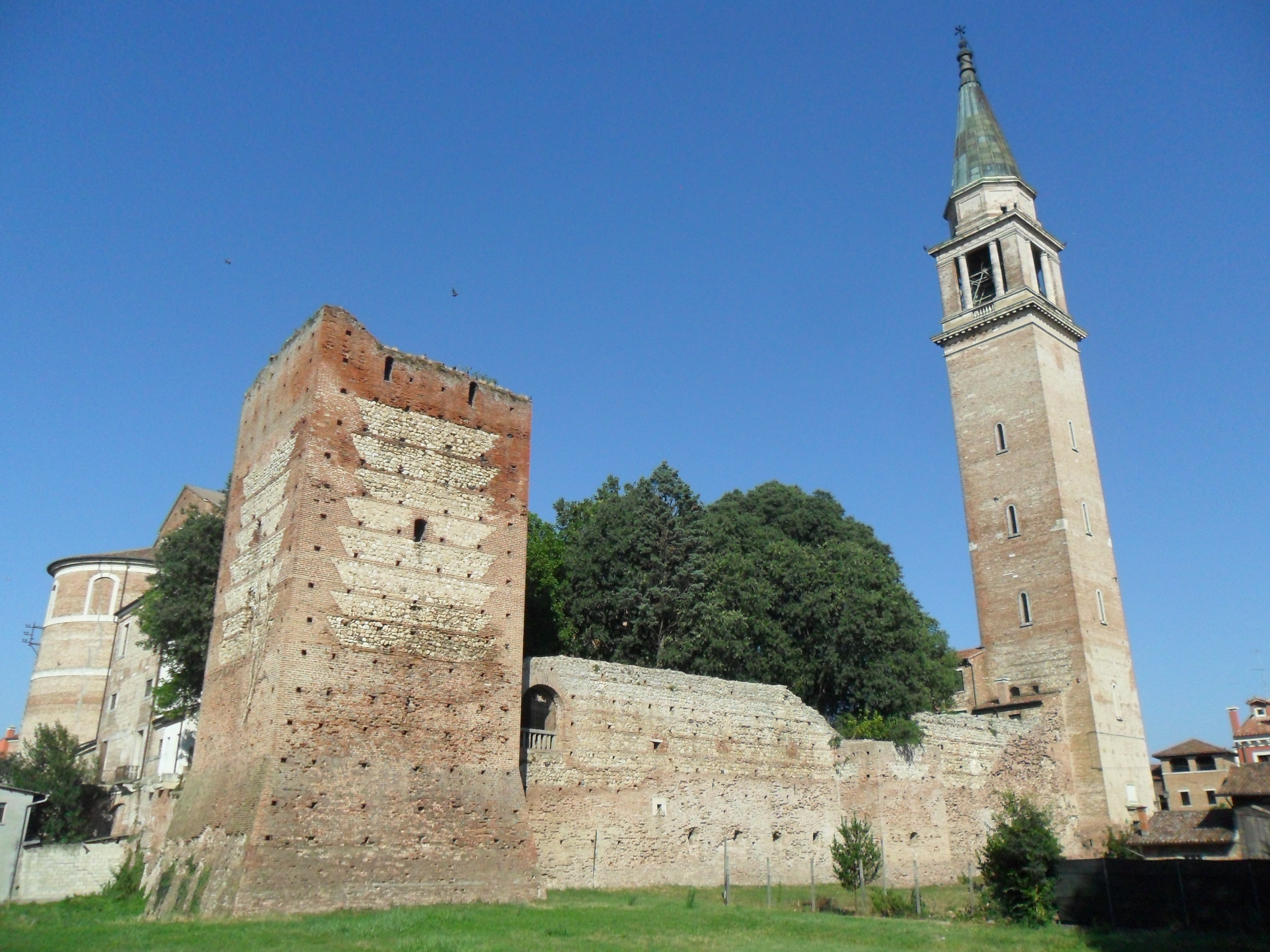
Castello Scaligero in Cologna Veneta: wit trapvormig motief aan de toren. Rechts: de Campanile van de dom.

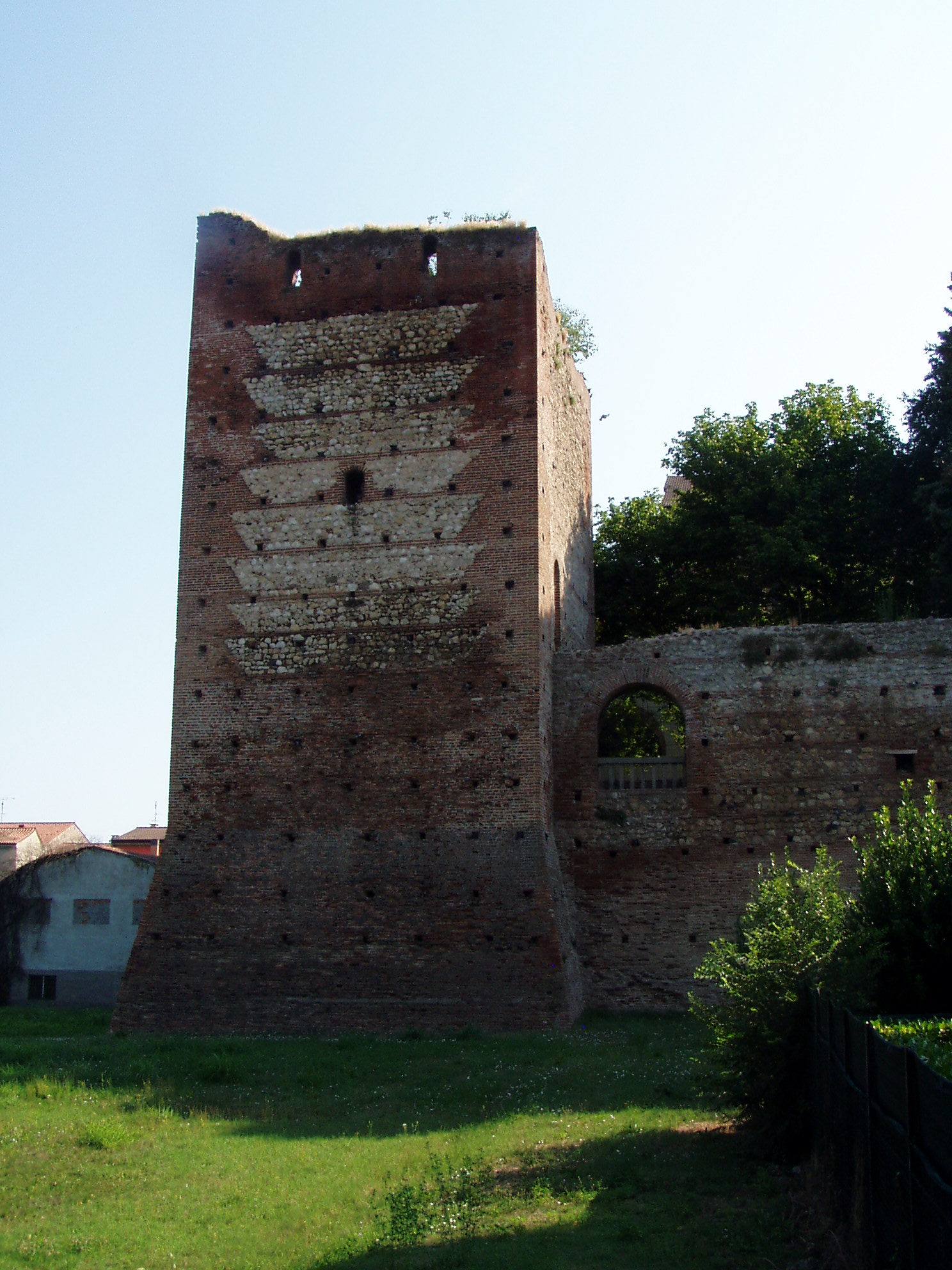
Kasteeltoren

Het Castello Scaligero is een kasteelruïne in Cologna Veneta, een gemeente nabij Verona in de Italiaanse provincie Verona en regio Veneto. Het kasteel stond op een rots, genoemd Rocca Scaligera, die al in de prehistorie bewoond was. De rots is altijd al het centrale punt van Cologna Veneta geweest en kende in de loop van de middeleeuwen een kasteel gebouwd in fasen vanaf de 11e eeuw. 
Van de oorspronkelijke acht torens blijft er nog een over. Deze staat naast de dom van Cologna Veneta, die grotendeels bovenop de kasteelruïne gevestigd is. Een labyrint van ondergrondse gangen is teruggevonden in de rots.

## Naam
De naam verwijst naar het huis Scaligero of Scaliger, de machtige dynastie die vanuit Verona heerste over een groot deel van Noord-Italië eind 13e eeuw en de 14e eeuw.
Pas in de 19e eeuw kreeg de gemeente de toevoeging Veneta bij haar naam; vandaar dat hier enkel over Cologna gesproken wordt.

## Historiek

### Voor het Huis della Scala
In de loop van de 10e eeuw heersten de graaf-bisschoppen van Vicenza over Cologna. Zij moesten wijken voor het grafelijk huis Maltraversi begin 11e eeuw doch behielden er het kerkelijk gezag. De graven Maltraversi waren de eerste bouwheren in Cologna. Hun kasteel werd verwoest circa het jaar 1200 door de Montecchi; de Montecchi waren de pausgezinden of Welfen in de stadstaat Verona. Na 1200 werd het kasteel heropgebouwd. In 1204 viel het kasteel in handen van de markgraven van Ferrara die tevens heren van Este waren. Tijdens het bestuur van het huis Este verbleef Franciscus van Assisi in het kasteel tijdens een doorreis (1220). 
Van 1239 tot circa 1260 was Ezzelino III da Romano, heer van Verona en bijgenaamd de Tiran, de meester van het kasteel. Hij genoot de steun van Frederik II, keizer van het Heilige Roomse Rijk, die in conflict was met de paus. De tirannie was zo verstikkend dat Jacopo Bonfado met zijn jonge zoon Aprile en enkele inwoners van Cologna rebelleerden. Ezzelino III da Romano rukte op naar Cologna en op drieste wijze kwamen de opstandelingen in het kasteel aan hun einde.

### Huis della Scala
Vanaf 1260 en dit tot 1387 was het huis Scaligero de heerser. De stadstaat Verona breidde zich progressief uit en Cologna Veneta werd mee aan hen onderworpen. 
De familie Scaligero bouwde het kasteel groot uit: het telde uiteindelijk acht vierkante torens verbonden door muren met kantelen. Het kasteel stond op de rots, voortaan genoemd Rocca Scaligera. Het huisvestte het garnizoen van het huis Scaligero. De stadswallen werden versterkt en met torens uitgebreid.

### Nadien
Tussentijds heersten nog het huis Visconti uit Milaan (1387-1401) en het huis Carrara uit Padua (1402) in het kasteel, totdat de republiek Venetië de macht overnam (1405). Doge Michele Sten schonk de inwoners van Cologna het Venetiaans burgerschap. Op deze wijze was Cologna een Venetiaanse enclave in het district Verona en het bisdom Vicenza. Voor de Venetianen was het kasteel zonder strategische waarde. Het kasteel werd een ruïne. Er blijft slechts een vierkanten toren over, tezamen met een stuk van een muur. Kenmerkend zijn de kiezelstenen die een trap voorstellen, het embleem van de familie Scaligero.